# Павлово (Кичменгское сельское поселение)
Павлово — упразднена деревня в Кичменгско-Городецком районе Вологодской области.
Входит в состав Кичменгского сельского поселения (с 1 января 2006 года по 1 апреля 2013 года входила в Погосское сельское поселение), с точки зрения административно-территориального деления — в Погосский сельсовет.
Расстояние до районного центра Кичменгского Городка по автодороге — 32 км. Ближайшие населённые пункты — Наволок, Кобыльск, Кобылкино.
По данным переписи в 2002 году постоянного населения не было.
9 мая 2020 года упразднена.